# Sillerboån
Sillerboån är ett vattendrag i Ljusdals kommun som är fyra kilometer långt och rinner från Letssjön till Växnan.

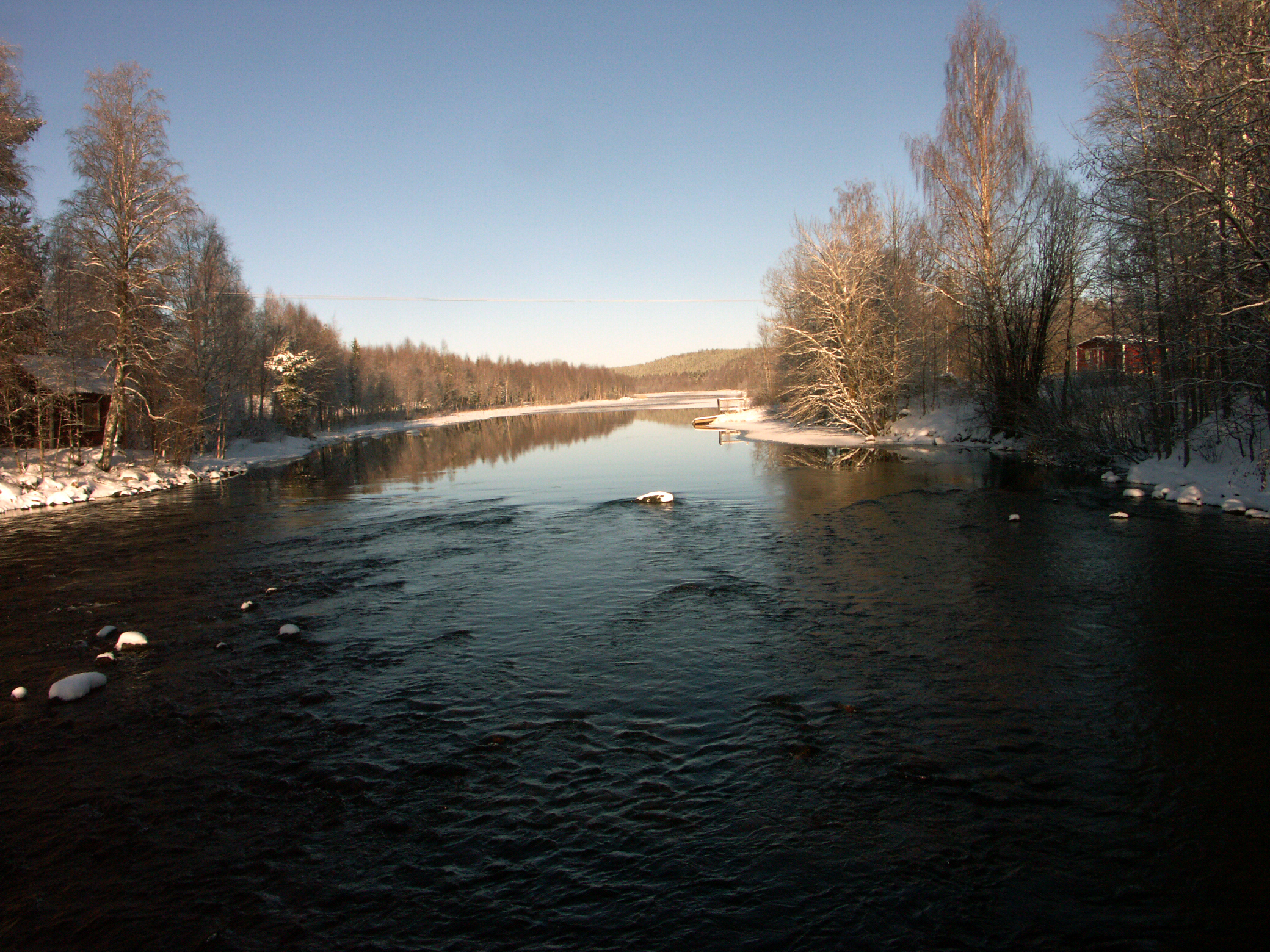
Sillerboån från Kaffebron i Tallåsen
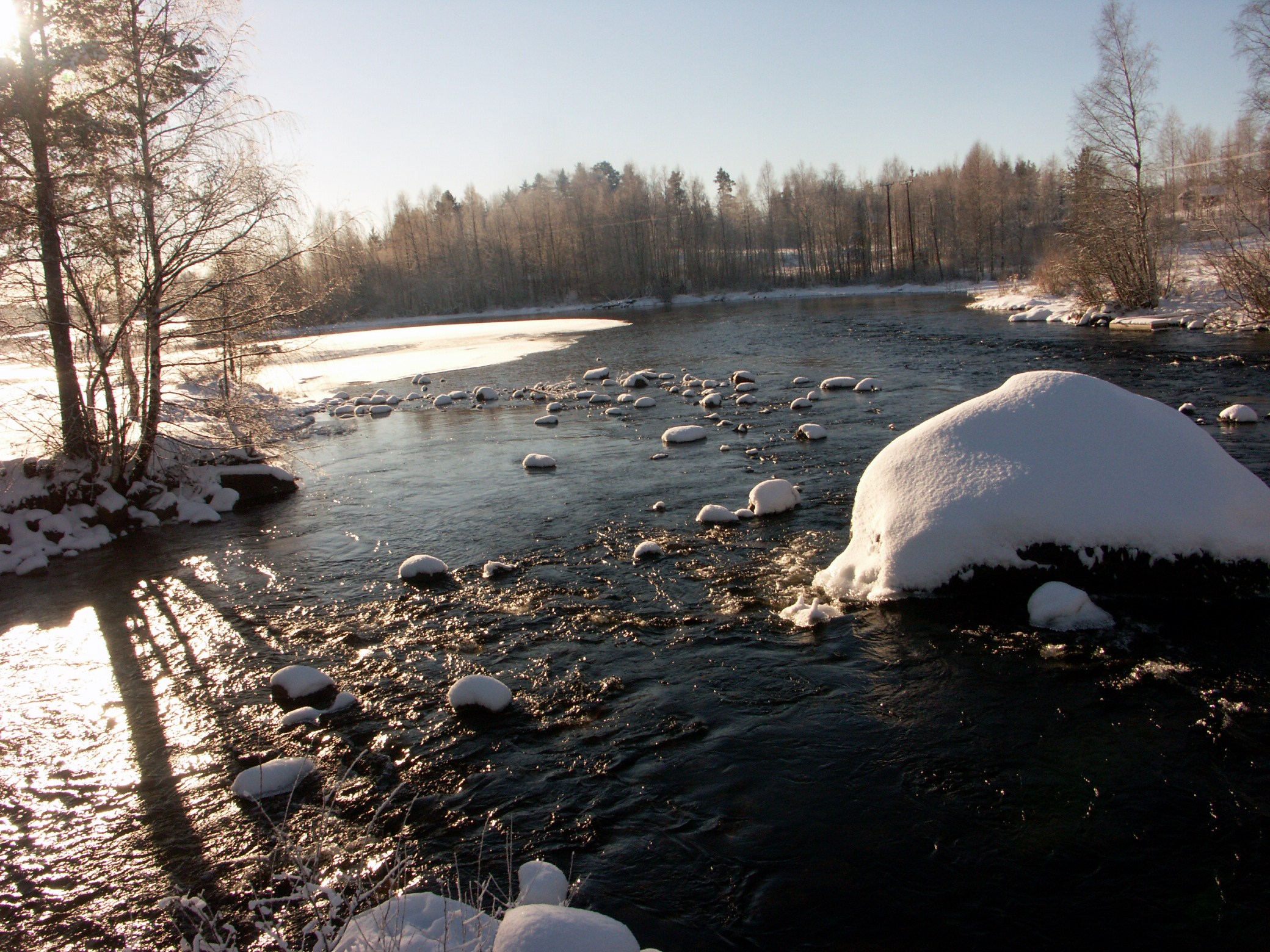
Sillerboån från Kaffebron i Tallåsen